# Mexico (város, Maine)
Mexico város az USA Maine államában, Oxford megyében. Lakosainak száma 2756 fő (2020. április 1.).

## Népesség
A település népességének változása:

| 2010 | 2 681 |
| 2020 | 2 756 |